# Adam Dixon
Adam Dixon né le 11 septembre 1986 à Nottingham, est un joueur de hockey sur gazon anglais et britannique. Il évolue au poste de défenseur au Beeston HC et avec les équipes nationales anglaise et britannique.

## Carrière

### Coupe du monde
- Top 8 : 2010, 2014, 2018

### Championnat d'Europe
- : 2009
- Top 8 : 2019

### Jeux olympiques
- Top 8 : 2020[1]